# Укта
Укта (пол. Ukta, нім. Ukta) — село в Польщі, у гміні Руцяне-Нида Піського повіту Вармінсько-Мазурського воєводства.
Населення — 623 особи (2011).

## Демографія
Демографічна структура станом на 31 березня 2011 року:
|          | Загалом | Допрацездатний вік | Працездатний вік | Постпрацездатний вік |
| -------- | ------- | ------------------ | ---------------- | -------------------- |
| Чоловіки | 301     | 74                 | 206              | 21                   |
| Жінки    | 322     | 68                 | 195              | 59                   |
| Разом    | 623     | 142                | 401              | 80                   |